# دهستان شبلی
دهستان مهران شبلی یکی از دهستان‌های استان آذربایجان شرقی است که در بخش مرکزی شهرستان بستان‌آباد واقع شده‌است. این دهستان در سال ۱۳۶۶ خورشیدی تأسیس شده و جمعیت آن در سال ۱۳۸۵ خورشیدی بالغ بر ۷٬۶۷۴ نفر بوده‌است.

## موقیعت
دهستان شبلی دارای اب هوایی کوهستانی وتپه ای می‌باشد. نزدیک بودن کوه سهند در نوع اب وهوای این منطقه تأثیر زیادی دارد. مرکزیت این دهستان روستای سعیدآباد مشتمل بر ۱۳روستا.